# Мональди, Якуб

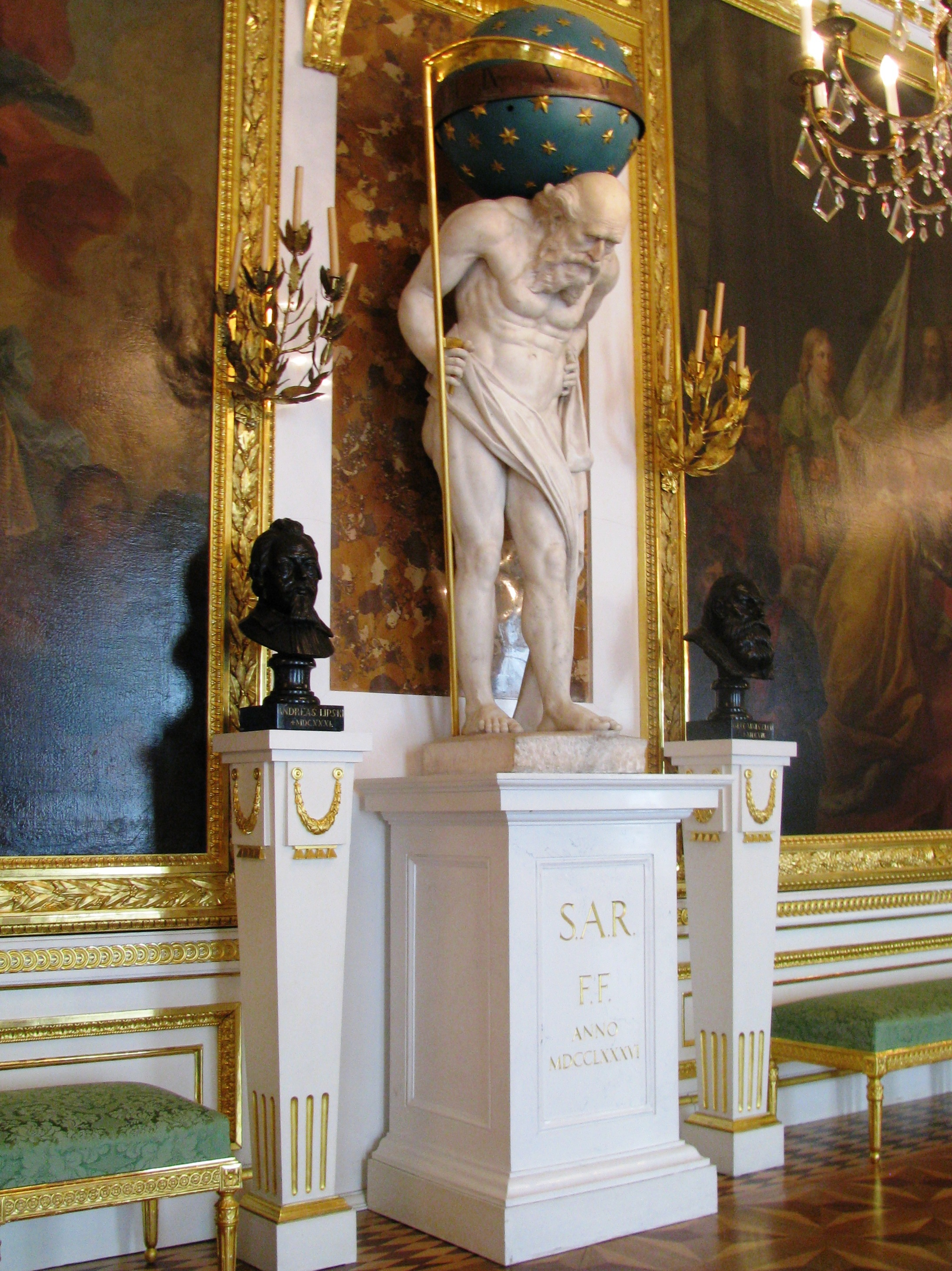
Статуя Хроноса, работы Я. Мональди в Рыцарском зале Королевского замка (Варшава)

Якуб Мональди (настоящие имя и фамилия — Джакомо Мональди) (пол. Jakub Monaldi, итал. Giacomo Monaldi; 1730, Рим — 1798, Варшава) — итальянский скульптор, активно творивший в Речи Посполитой.
С 1768 года — придворный скульптор короля Станислава Августа Понятовского.

## Биография
Сын скульптора. Первоначально был помощником и исполнителем идей королевского скульптора А. Лебруна.
Представитель позднего римского барокко. Автор многих бюстов, портретных медальонов, аллегорических статуй в Уяздовском замке, варшавском Королевском замке, столичном парке и дворце Лазенки.
Создал ряд надгробных статуй с элементами символизма, выполненных из мрамора с бронзой, в том числе, архиепископа гнезненского А. К. Островского, канцлера А. С. Млодзеёвского, нескольких Радзивиллов.
Совместно с Францишеком Пинком украсил в стиле классицизма скульптурами четырёх евангелистов фасад костёла Святой Анны в Варшаве.

## Скульптуры евангелистов на фасаде костёла Святой Анны в Варшаве

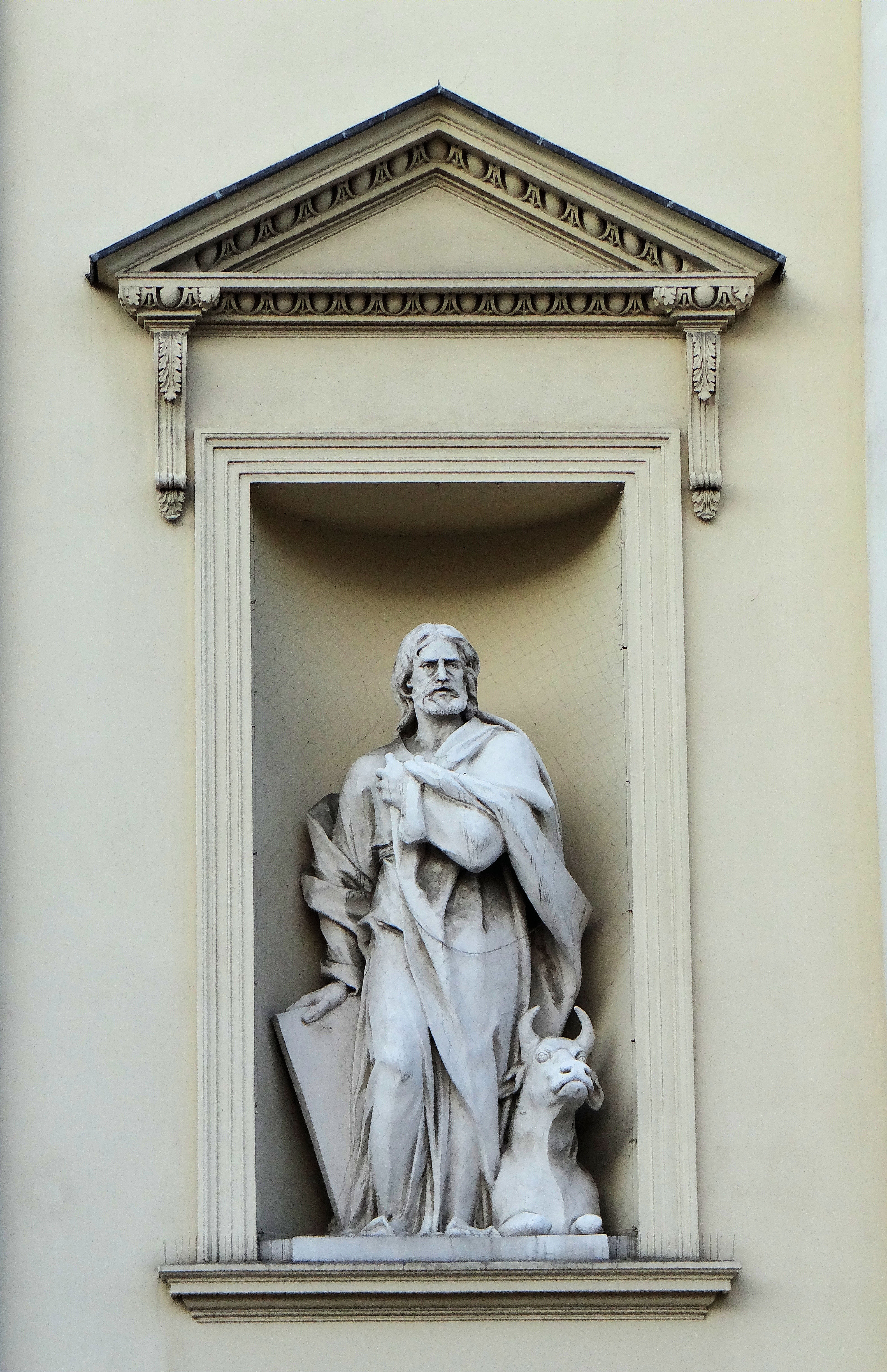
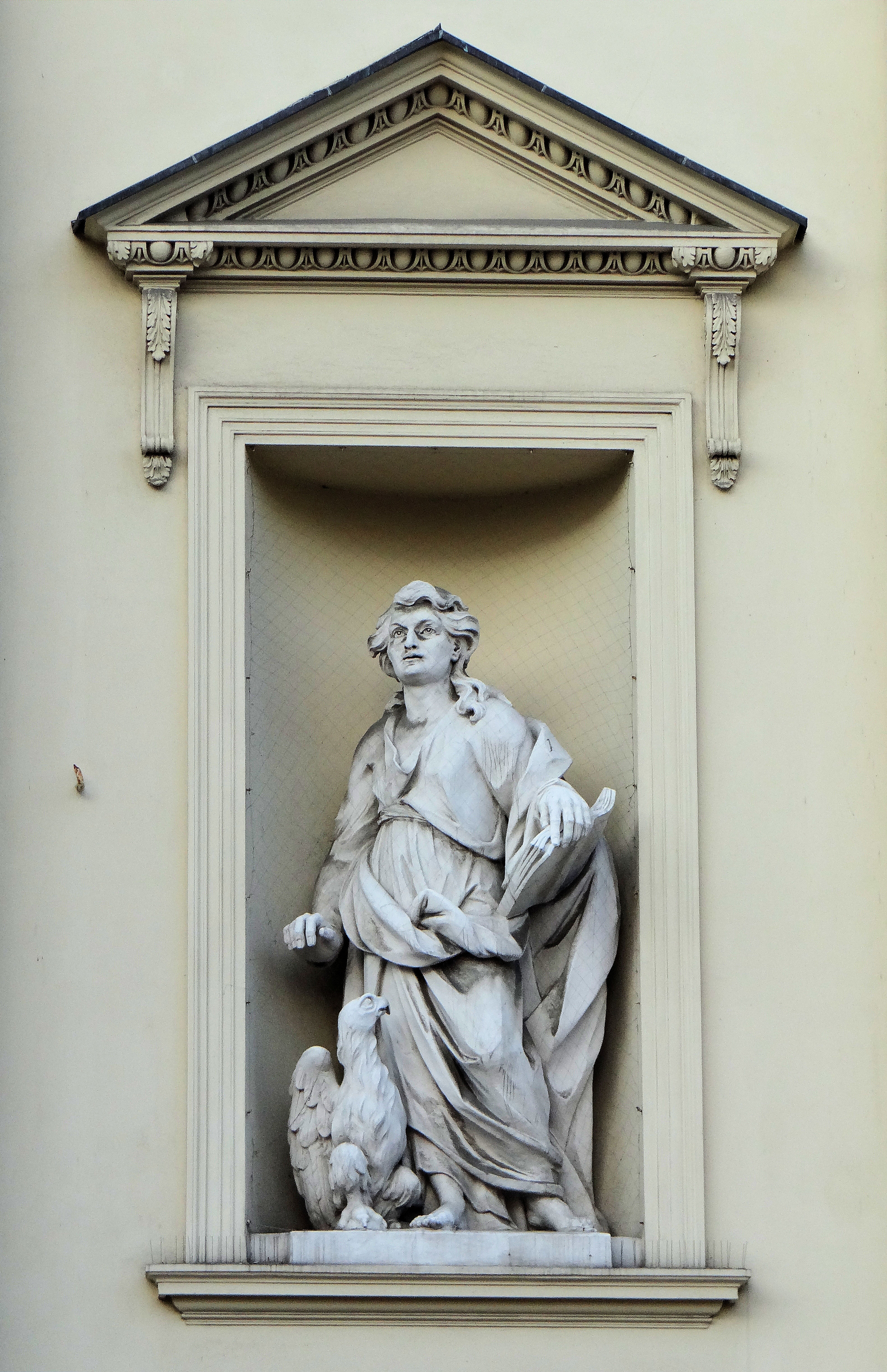
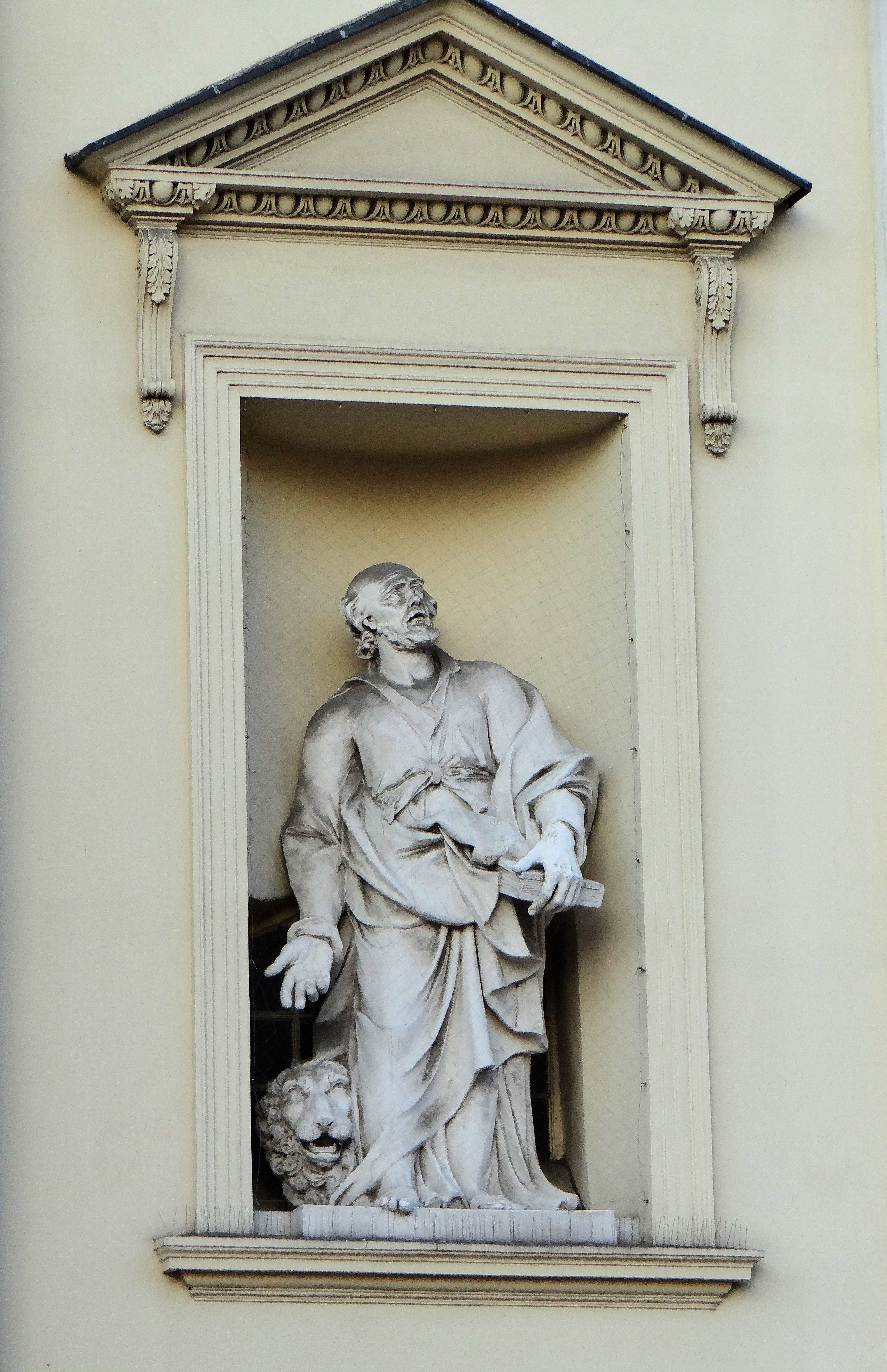
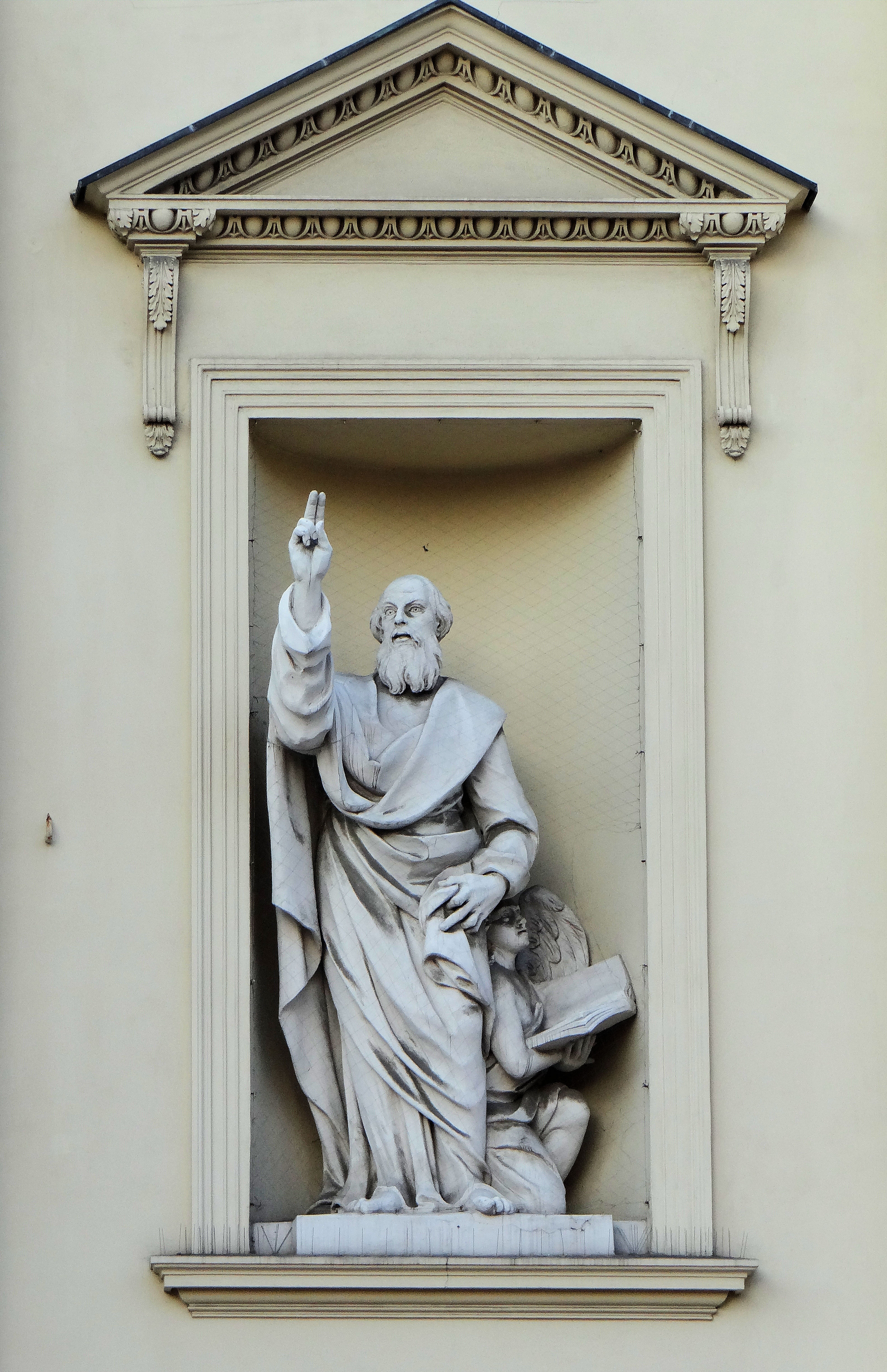